# Hratjik Dzjavachjan
Hratjik Dzjavachjan (født 6. juli 1984 armensk:Հրաչիկ Ջավախյան) er en armensk amatørbokser, som konkurrerer i vægtklassen letvægt.
Dzjavachjan bedste internationale resultat er en bronzemedalje fra Sommer-OL 2008 i Beijing, Kina, og en guldmedalje fra EM i boksning 2010. Han repræsenterede Armenien hvor han vandt en bronzemedalje efter at have tabt i semifinalen til Aleksei Tishchenko fra Rusland.